# Lucky Twice
Lucky Twice – szwedzki zespół muzyczny wykonujący muzykę pop i eurodance, działający w latach 2006–2010, który zdobył popularność w Europie dzięki swojemu debiutanckiemu singlowi „Lucky” z albumu pt. Young & Clever (2007).
Pierwszy skład Lucky Twice tworzyły wokalistki: Hannah Reynold (ur. 1991) i Sofie Larsson (ur. 1990), która w 2007 odeszła z zespołu, a jej miejsce zajęła Emelie Schytz. Zespół w 2010 zakończył działalność.

## Dyskografia

### Albumy
- 2007: „Young & Clever”

### Single
| Rok  | Tytuł                  | Pozycja   | Pozycja   | Pozycja | Pozycja | Pozycja | Pozycja | Pozycja |
| Rok  | Tytuł                  | Hiszpania | Finlandia | Austria | Niemcy  | Szwecja | Francja | Polska  |
| ---- | ---------------------- | --------- | --------- | ------- | ------- | ------- | ------- | ------- |
| 2006 | „Lucky”                | 1         | 17        | 42      | 41      | 43      | 8       | 1       |
| 2007 | „Hop Non Stop”         | 20        | -         | -       | -       | -       | -       | -       |
| 2007 | „The Lucky Twice Song” | 24        | -         | -       | -       | -       | -       | -       |